# Berles-au-Bois New Military Cemetery
Le Berles-au-Bois New Military Cemetery  est un cimetière militaire de la Première Guerre mondiale, situé sur le territoire de la commune de Berles-au-Bois, dans le département du Pas-de-Calais, au sud-ouest d'Arras.
Deux autres cimetières britanniques sont implantés sur le territoire de la commune : Berles Position Military Cemetery et Berles-au-Bois Churchyard Extension.

## Localisation
Ce cimetière est situé au nord-ouest du village, dans l'angle de la rue du Moulin et d'un chemin vicinal, à la limite des dernières habitations.

## Histoire

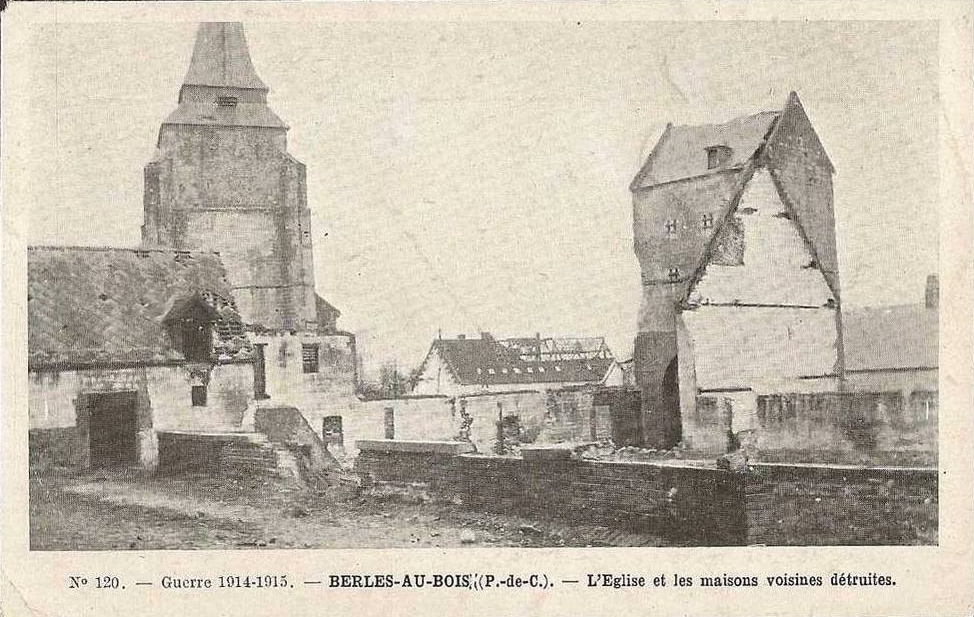
L'état du village en 1915, partiellement détruit.

Situé à proximité de la ligne de front, aux mains des troupes françaises depuis le début de la guerre, le village passera aux mains des Britanniques en juillet 1915 et le restera jusqu'à la fin de la guerre.

Le nouveau cimetière militaire de Berles a été commencé par des unités combattantes en janvier 1917, lorsque l'extension du cimetière communal a été fermée. Il a été utilisé jusqu'en avril 1918. 
Le village, qui subit de violents bombardements, a ensuite été « adopté » par le comté de Wolverhampton.
Il y a 178 victimes de la guerre 1914-1918 commémorées sur ce site, dont onze Français.

## Caractéristiques
Ce  cimetière, au plan triangulaire de 62 m, 57 m et 20 m, est entouré d'une haie d'arbustes sur ses trois côtés. Le cimetière a été conçu par William Harrison Cowlishaw.

## Sépultures
| Pays        | Sépultures |
| ----------- | ---------- |
| Royaume-Uni | 167        |
| France      | 11         |
| Total       | 178        |

## Galerie

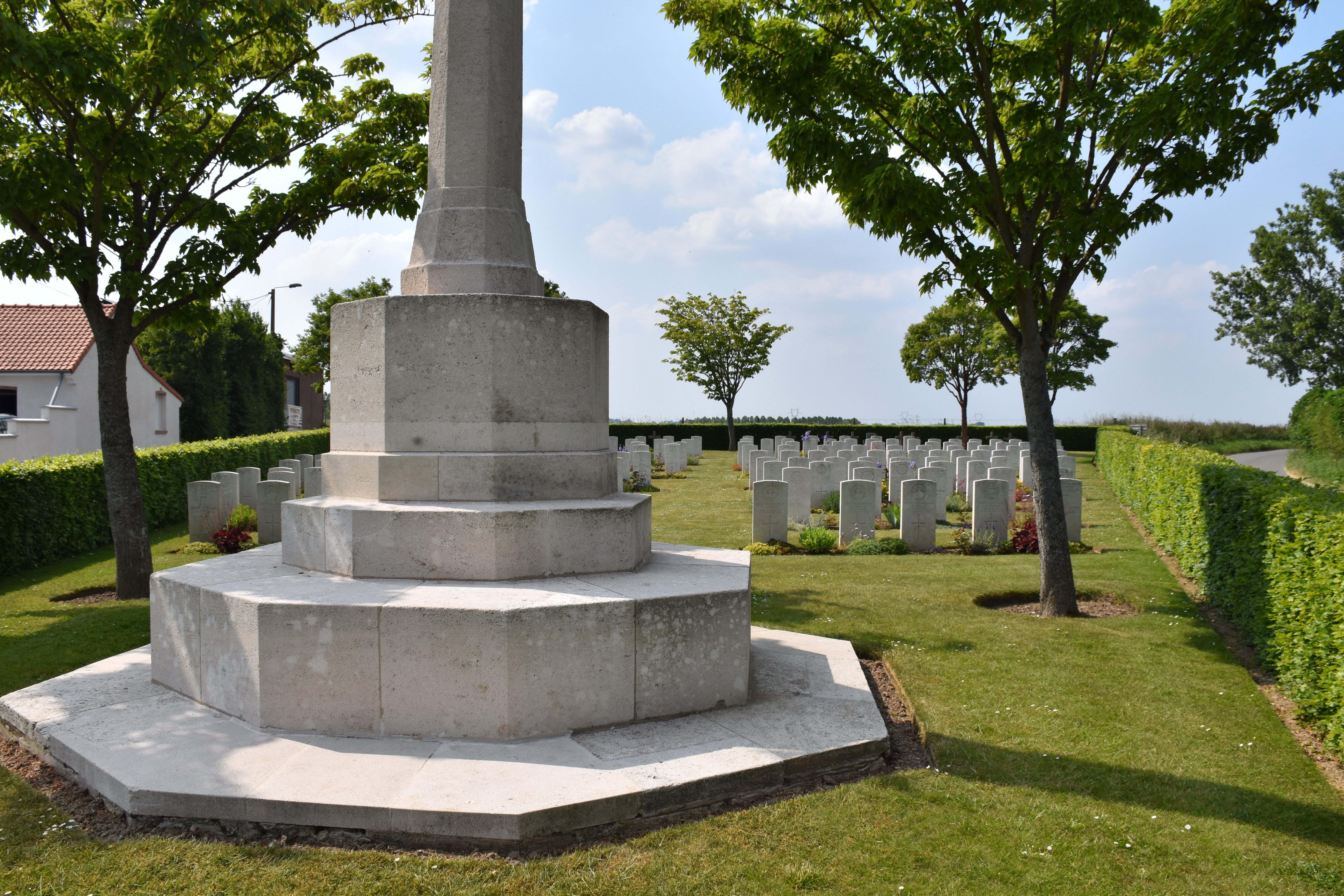
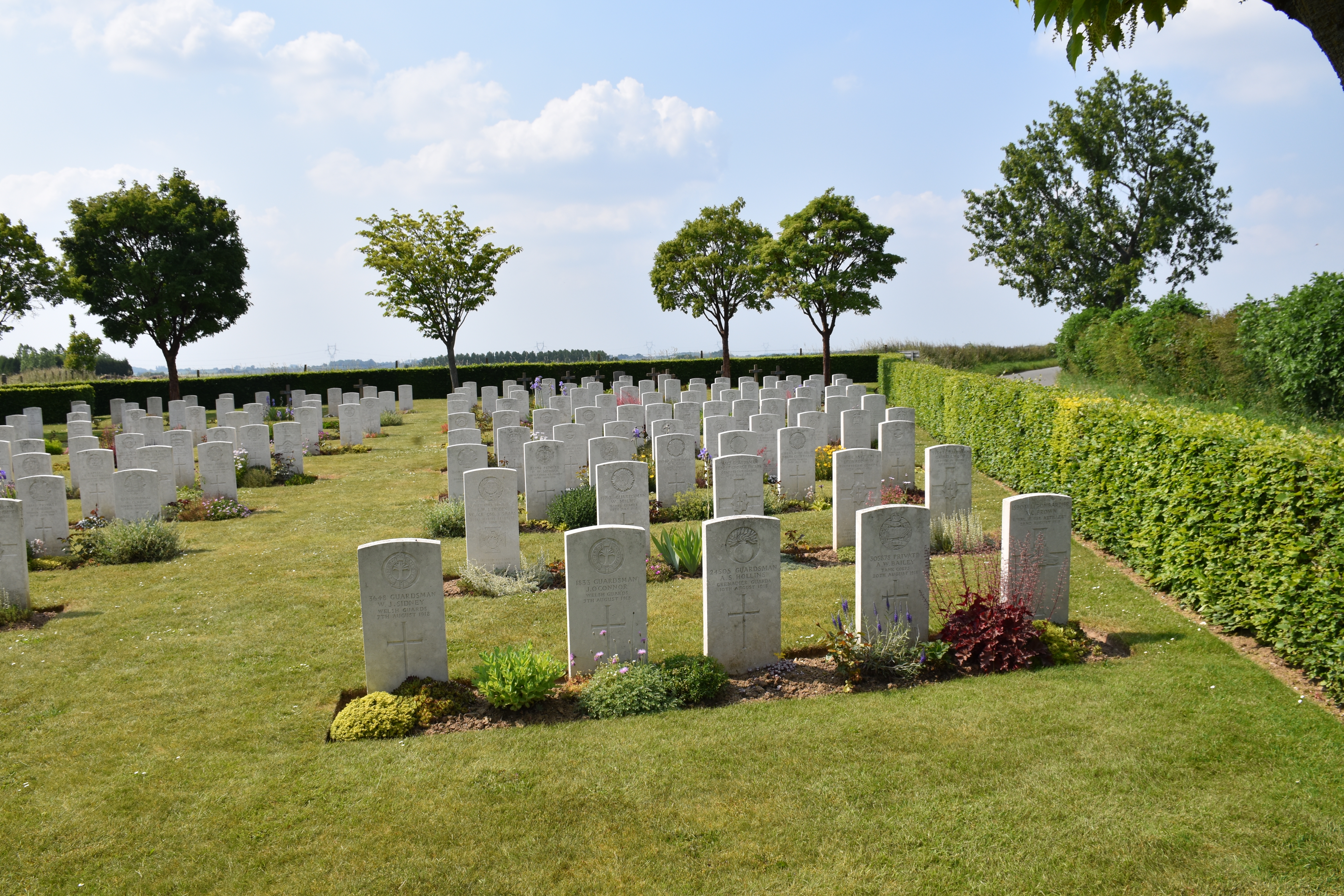
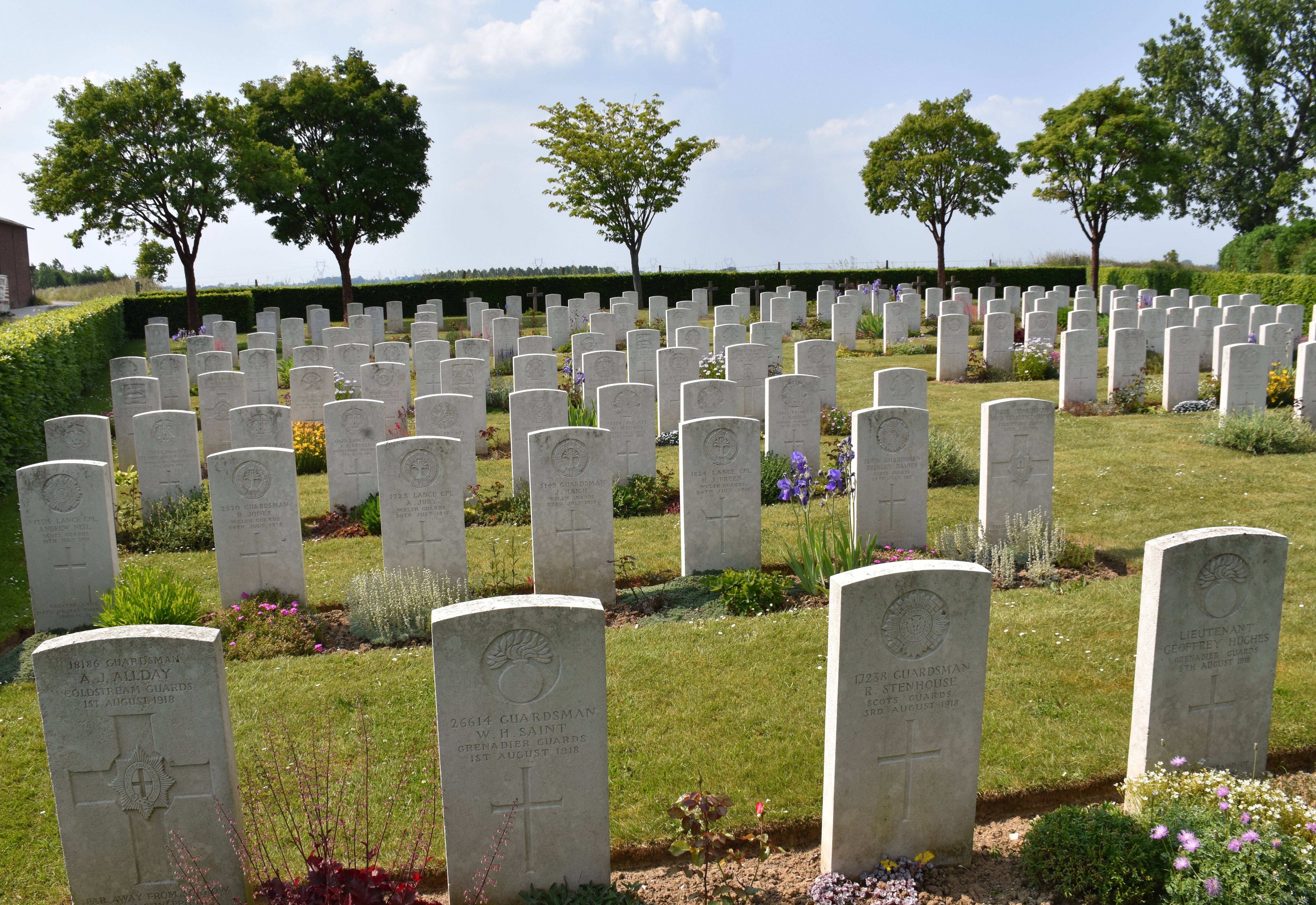
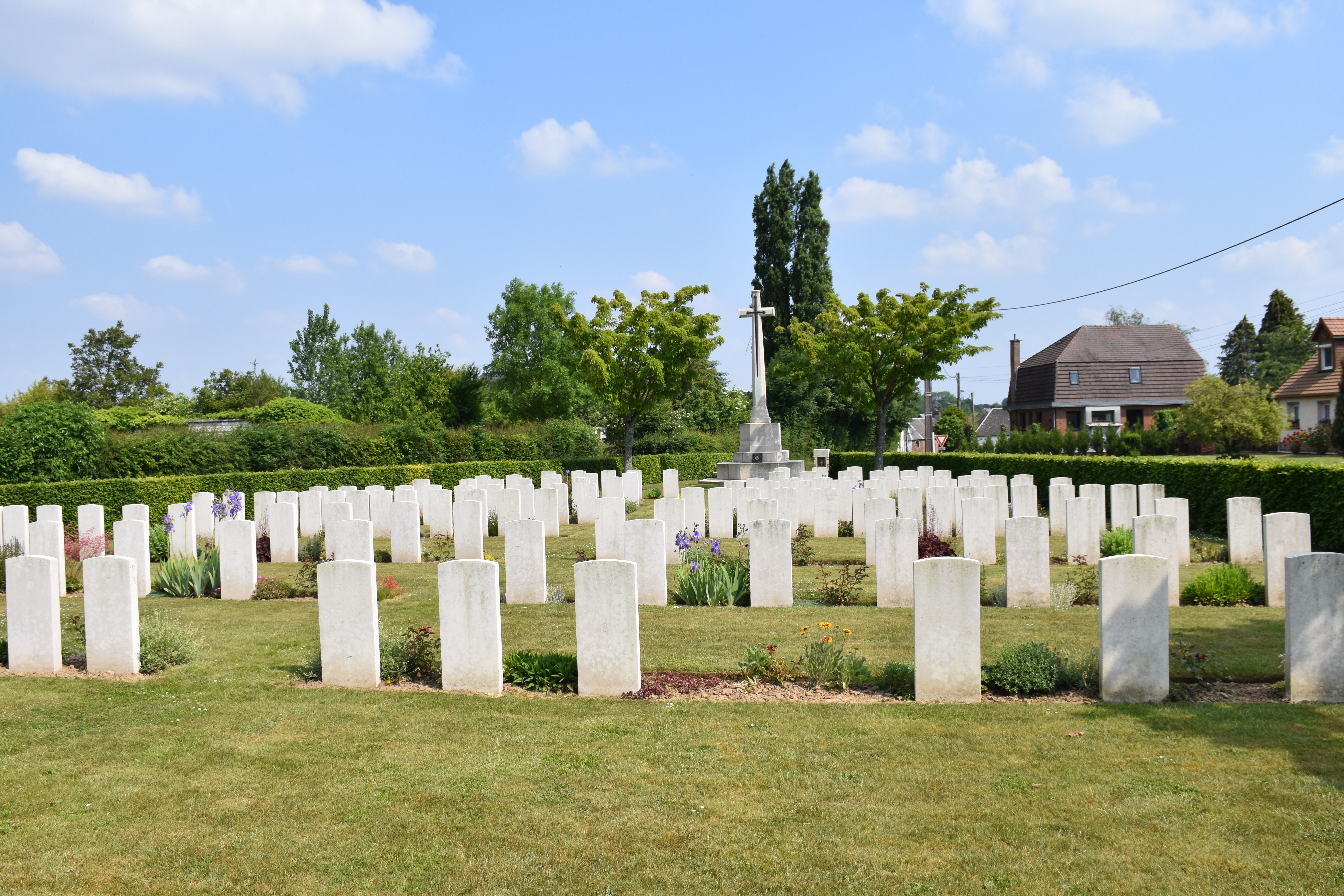
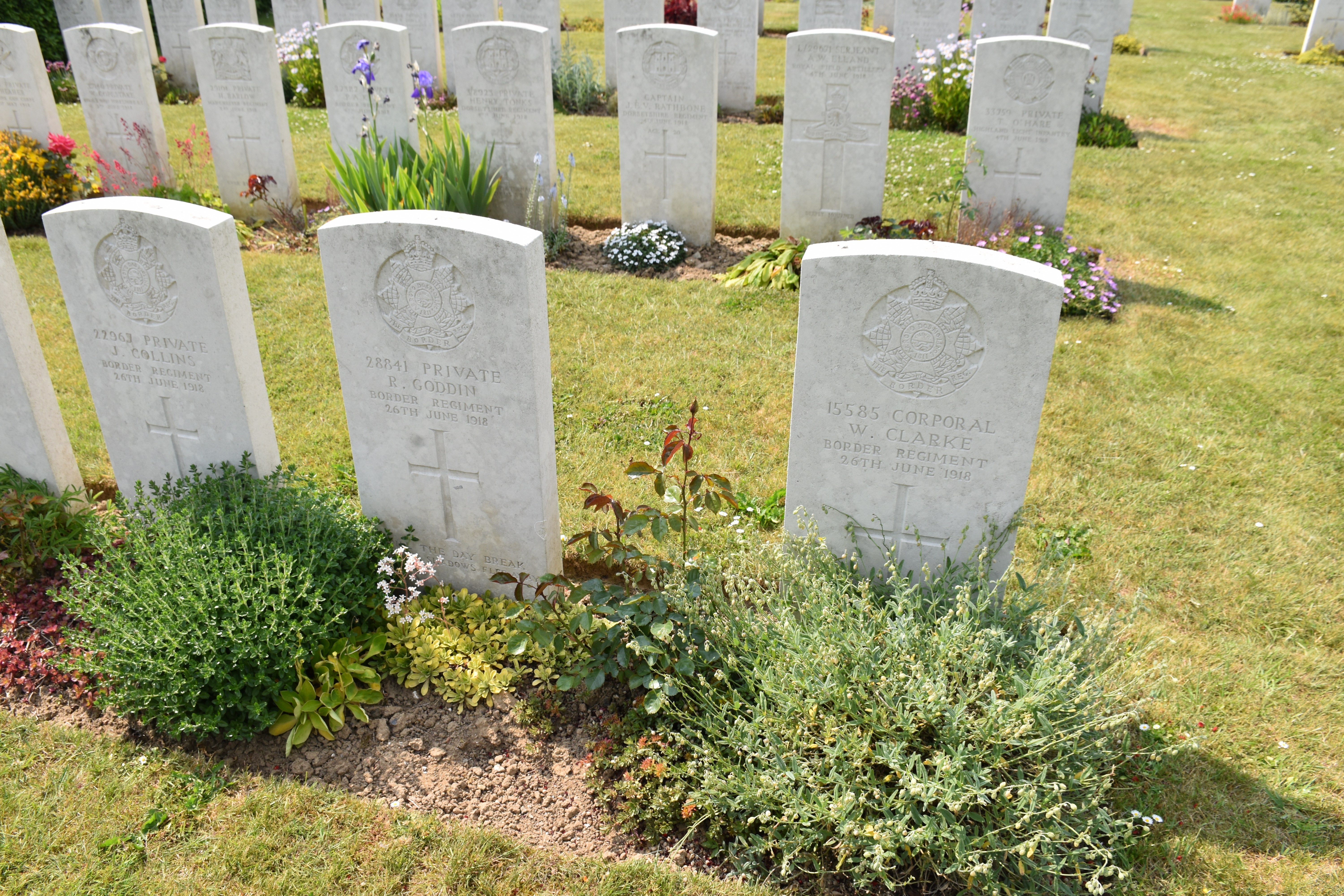
Tombes de trois soldats du Border Regiment tombés le 26 juin 1918.
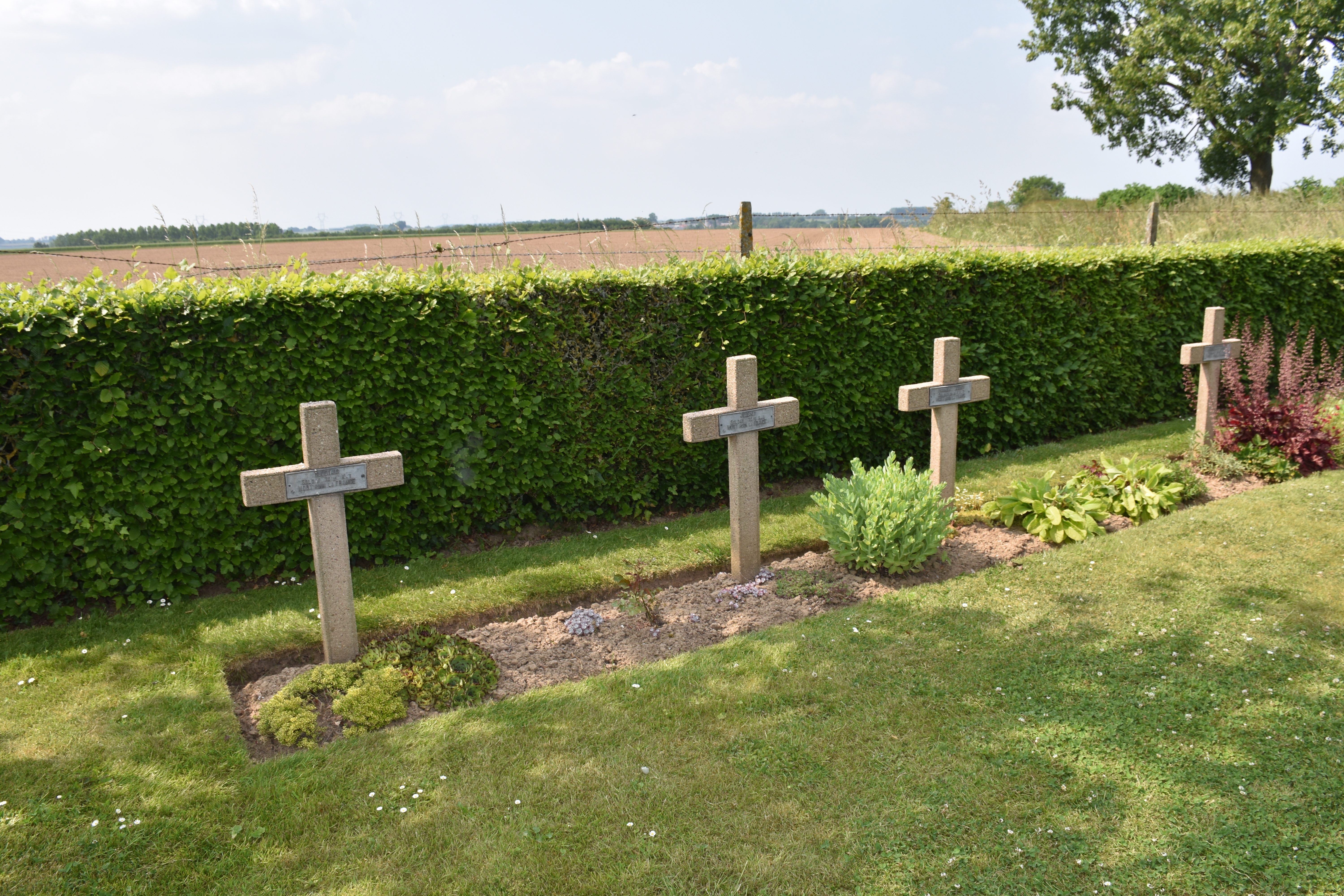
Tombes de soldats français.

## Pour approfondir